# Роксана Ангел
Роксана Ангел (1 січня 1998 , Кимполунг, Сучава ) — румунська веслувальниця, олімпійська чемпіонка 2024 року, дворазова чемпіонка світу та чотириразова чемпіонка Європи.

## Виступи на Олімпіадах
| Олімпіада  | Дисципліна | Місце |
| ---------- | ---------- | ----- |
| Токіо 2020 | четвірки   | 9     |
| Париж 2024 | двійки     | 2     |
| Париж 2024 | вісімки    | 1     |

## Зовнішні посилання
- Роксана Ангел на сайті World Rowing (англійська)
- Роксана Ангел на сайті Olympics.com (англійська)
- Роксана Ангел на сайті Olympedia (англійська)
- Роксана Ангел на сайті Romanian Olympic Committee (румунська)